# Sifferdok

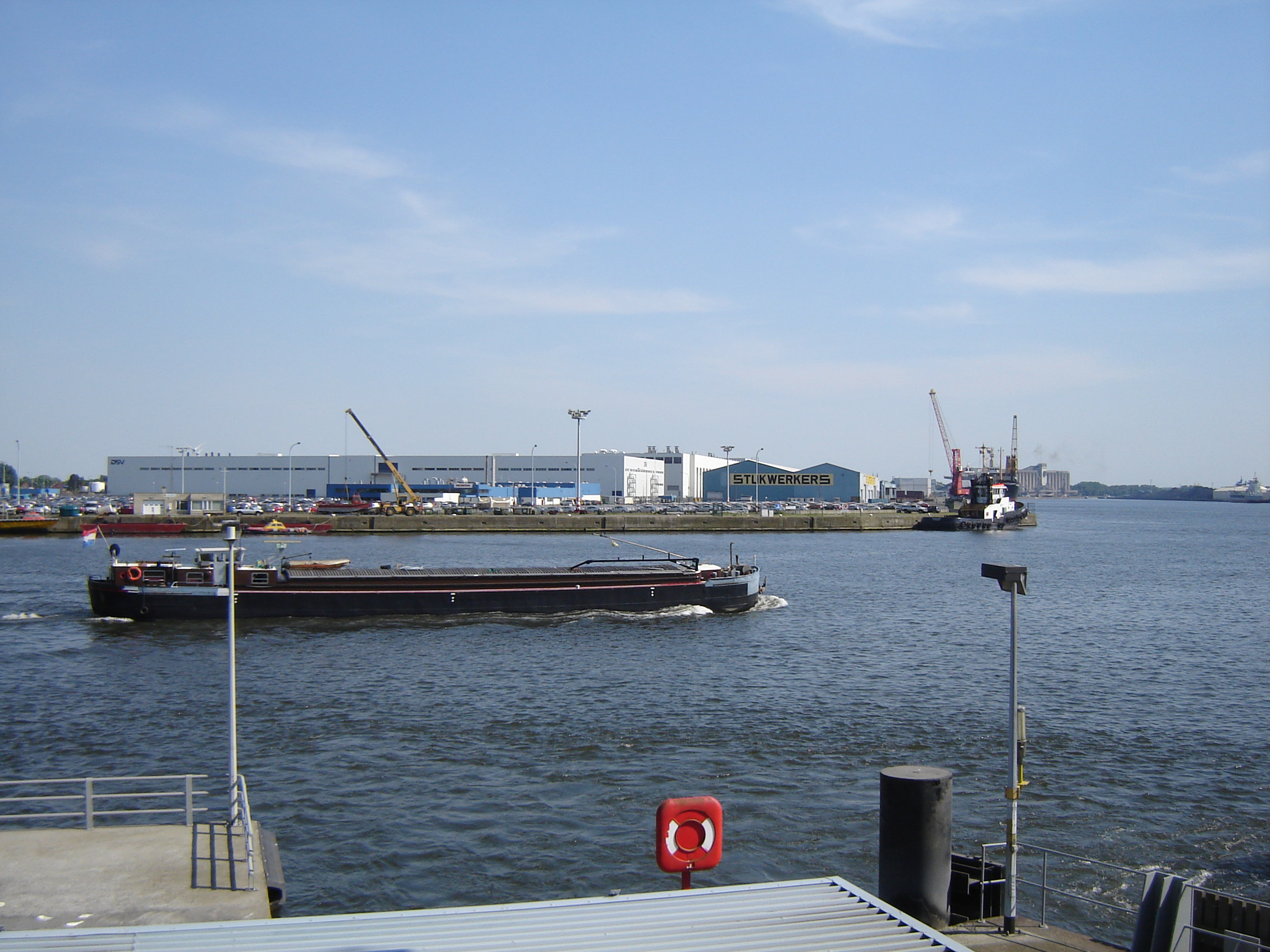
Ingang Sifferdok (rechts)

Het Sifferdok (ook voluit Alphonse Sifferdok of Schepen Sifferdok) is een dok in de haven van Gent, op de rechteroever van het Kanaal Gent-Terneuzen. Het dok ligt ten westen van Oostakker en ten noorden van het oudere Grootdok. Het Sifferdok is 2.400 meter lang, 300 meter breed en 13,5 meter diep.
Omwille van de groei van de haven kwam de Gentse havenschepen Alfons Siffer met het voorstel voor het graven van een nieuw kanaaldok ten noordoosten van de bestaande dokken. Men begon in 1931 met het graven, maar de economische crisis van de jaren 30 en de Tweede Wereldoorlog gooiden roet in het eten, waardoor de werken voorlopig werden stopgezet op 565 meter. Volgens een Belgisch-Nederlands verdrag zouden de zeesluizen en het kanaal worden aangepast voor grotere zeeschepen, en in 1961-1968 werd nu ook het Sifferdok verlengd en afgewerkt. Ten noorden werd ook het Mercatordok gegraven.